# Nina Bohlmann
Nina Bohlmann (* 20. Jahrhundert) ist eine deutsche Drehbuchautorin und Filmproduzentin aus Hamburg.

## Leben
Nina Bohlmann ist seit 1989 in der Filmbranche tätig. 1991 ging sie zur Lichtblick Filmproduktion, wo sie zwischen 1992 und 1995 die europäischen Koproduktionen betreute. Von 1995 bis 1997 war sie Herstellungsleiterin und geschäftsführende Gesellschafterin der Corona Film Hamburg. Gemeinsam mit Nina Weger produzierte sie 1998 in der Orangerie Herrenhausen, Hannover, "Die Schneekönigin" von H.C. Andersen als circensisches Theaterstück und begann mit dem Schreiben von Drehbüchern. 2001 gründete sie mit Babette Schröder die magnolia Filmproduktion. Für den Fernsehfilm „Kuckuckszeit“, für den sie das Drehbuch schrieb, bekamen sie 2007 in Hamburg den TV-Produzentenpreis. Für den Oscar-prämierten Spielfilm Die Fälscher wurde sie als Produzentin 2007 für den Deutschen Filmpreis nominiert.

## Filmografie (Auswahl)

### Filmproduzentin
- 2004: Süperseks
- 2007: Die Fälscher
- 2007: Kuckuckszeit

### Drehbuchautorin
- 2000: Absolut das Leben
- 2004: Edel&Starck
- 2005: Alles über Anna
- 2007: Kuckuckszeit
- 2008–2012: Notruf Hafenkante (Fernsehserie, 13 Folgen)
- 2013: Tür an Tür
- 2015: Mein gebrauchter Mann
- 2017: Eltern allein zu Haus (Fernseh-Trilogie)
  - 2017: Die Schröders (Film 1)
  - 2017: Die Winters (Film 2)
  - 2017: Frau Busche (Film 3)
- 2018: Urlaub mit Mama
- 2019: Scheidung für Anfänger
- 2021: Sportabzeichen für Anfänger